# 捷斯尼夫卡 (科羅斯特舍夫區)
50°22′41″N 29°1′35″E / 50.37806°N 29.02639°E
捷斯尼夫卡（烏克蘭語：Теснівка）是烏克蘭北部的村莊，隸屬日托米爾州的日托米爾區。該村面積1.58平方公里，海拔高度186米，2001年人口267，人口密度每平方公里168.77人。